# Bauang
Bauang  (Bayan ng  Bauang) es un municipio filipino de primera categoría, situado en la isla de Luzón y perteneciente a  la provincia de La Unión en la Región Administrativa de Ilocos, también denominada Región I.

## Barangays
Bauang se divide, a los efectos administrativos, en 39  barangayes o barrios, conforme a la siguiente relación:
| - Acao - Baccuit del Norte - Baccuit del Sur - Bagbag - Ballay - Bawanta - Boy-utan - Bucayab - Cabalayangan - Cabisilan - Calumbaya - Carmay - Casilagan | - Central del Este (Población) - Central del Oeste (Población) - Dili - Disso-or - Guerrero - Nagrebcan - Pagdalagan del Sur - Palintucang - Palugsi-Limmansangan - Parian del Este - Parian del Oeste - Paringao - Payocpoc del Nordeste | - Payocpoc del Noroeste - Payocpoc del Sur - Pilar - Pudoc - Pot-tot - Pugo - Quinavite - San Agustín de Abajo - Santa Mónica - Santiago - Taberna - San Agustín de Arriba - Urayong |